# 愛德華·布萊思
愛德華·布萊思（英語：Edward Blyth, 1810年12月23日—1873年12月27日）是一位英國動物學家，其一生中的絕大部分時間都在印度加爾各答的孟加拉亞洲學會博物館內擔任策展人。
布萊思於1810年生於倫敦，於1841年移居至印度，並成為孟加拉亞洲學會博物館的策展人。布萊思擔任策展人後開始著手更新博物館的目錄，並於1849年出版了《亞洲學會鳥類目錄》（Catalogue of the Birds of the Asiatic Society）。布萊思自己並沒有進行大量的實地考察，而是從艾倫·奧克塔維恩·休謨、塞繆爾·蒂克爾及羅伯特·郇和等人手中收到鳥類標本，再根據這些標本進行研究。布萊思一直擔任策展人，直到1862年身體變差而返回英國為止。布萊思的另一本有名的著作《鶴的自然史》（Natural History of the Cranes）直到他去世後的1881年那時才出版。

## 外部連結
- 互联网档案馆中愛德華·布萊思的作品或与之相关的作品
- Archives of Charles Darwin and his correspondence with Blyth
- Catalogue of mammal and birds of Burma (1875)
- Catalogue of birds in the museum Asiatic Society (1849)
- Bettany, George Thomas. . Stephen, Leslie  (编).  5. London: Smith, Elder & Co. 1886.